# Теу-Бістра
Теу-Бістра (рум. Tău Bistra) — село у повіті Алба в Румунії. Входить до складу комуни Шугаг.
Село розташоване на відстані 241 км на північний захід від Бухареста, 43 км на південь від Алба-Юлії, 121 км на південь від Клуж-Напоки.

## Населення
За даними перепису населення 2002 року у селі проживали 290 осіб, з них 285 осіб (98,3%) румунів.
Рідною мовою назвали:
| Мова      | Кількість осіб | Відсоток |
| --------- | -------------- | -------- |
| румунська | 284            | 97,9%    |
| угорська  | 5              | 1,7%     |